# Robert IV de La Marck
Pour les articles homonymes, voir Robert IV et Robert de La Marck (homonymie).
Robert IV de La Marck, duc de Bouillon, prince de Sedan, né le 5 janvier 1512 (ou 1513) et mort en 1556, est un militaire français du XVIe siècle, élevé à la dignité de maréchal de France en 1547. 

## Biographie
Il est le fils unique de Robert III de La Marck, duc de Bouillon, et de Guillemette de Sarrebruck, comtesse de Braine, dame de Pontarci, dame d'honneur de la reine et gouvernante des filles de France.
En 1529, à dix-sept ans, il est nommé capitaine des Cent-suisses de la Garde du Roi. 
A la mort de son père en 1536, il devient duc de Bouillon, comte de Braine, seigneur de Sedan, de Florange et de Raucourt.  Il reçoit du roi François Ier Château-Thierry et la châtellenie de Châtillon-sur-Marne. 
En janvier 1538, il épouse dans la chapelle du château du Louvre, Françoise de Brézé, comtesse de Maulévrier, fille aînée de Louis de Brézé (petit-fils du roi Charles VII) et de Diane de Poitiers (maîtresse du dauphin). 
En 1547, Henri II l’élève à la dignité de maréchal de France  et l’envoie en ambassade auprès du pape Jules III. En 1549, de seigneur il devient prince de Sedan. Il participe régulièrement au Conseil des affaires, où il pousse à la reprise des guerres d'Italie (de même que Diane de Poitiers). Vers 1550, Corneille de Lyon peint son portrait (tableau conservé au Museo Nacional Thyssen-Bornemisza, Madrid. Ill. ci-contre).
En 1552, il participe à la prise de Metz et reprend possession des places de son duché de Bouillon, trente ans après leur occupation par les troupes de Charles Quint. Mais à la paix du Cateau-Cambrésis, Henri II redonne Bouillon à l'évêque de Liège. Le maréchal de Bouillon est nommé lieutenant général en Normandie, toujours grâce à Diane de Poitiers, sa belle-mère, et contrairement à l'habitude de nommer à ce poste un noble originaire de la province. 
En juillet 1553, il est fait prisonnier lors de la prise du château d'Hesdin. Conduit au château fort de l’Écluse en Flandre, il est très mal traité par les Espagnols car refusant de passer à leur service; il y demeure jusqu’à la trêve de Vaucelles, le 5 février 1556.
Selon Brantôme, qui écrit entre 1580 et 1610, on dit que M. de Bouillon, après avoir payé une grosse rançon, fut livré à sa femme tout empoisonné. Plus probablement, c'est le paiement de l'énorme rançon de 80 000 écus que Diane de Poitiers n'avait pu faire baisser qu'à 60 000 écus ainsi que son mauvais état de santé qui le firent libérer.
Quelques jours plus tard, il meurt le 4 novembre 1556, à 44 ans, à Guise. Il est enterré dans l'église Saint-Laurent de Sedan.

## Descendance
Robert IV de La Marck et Françoise de Brézé, mariés de 1538 à 1556, eurent neuf enfants :
- Henri-Robert de La Marck (1540-1574) (cf. à son nom la succession de nombreux fiefs familiaux).
- Charles Robert de La Marck (1541-1622), comte de Maulévrier et de Braine, baron de Pontarci, châtelain de Nogent-le-Roi : d'où la suite des comtes de Braine,
- Christian mort vers l'âge de 6 ans
- Antoinette de La Marck (1542-1591) épouse d'Henri Ier de Montmorency : descendance dans les ducs d'Angoulême, de Guise et de Joyeuse, et les ducs de Lévis-Ventadour.
- Guillemette (1543-1544)
- Diane de La Marck (1544-après 1622), qui épouse 1o Jacques de Clèves, duc de Nevers et comte de Rethel, puis 2o Henri de Clermont, duc de Clermont et de Tonnerre, petit-fils de Bernardin de Clermont (d'où la suite des Clermont-Tonnerre), enfin 3o Jean Babou, comte de Sagonne, fils de Jean Babou de La Bourdaisière (postérité sur au moins une génération).
- Guillemette de La Marck (1545-1592) : elle épouse 1o Jean de Luxembourg, comte de Brienne et de Ligny (descendance Béon-Luxembourg et Loménie de Brienne), puis en 2e noces, en 1579, Georges de Bauffremont.
- Françoise (1547-31 mars 1608) abbesse de l'abbaye Saint-Pierre d'Avenay-Val-d'Or[5].
- Catherine (1548-30 avril 1630) dame de Breval : elle épouse Jacques de Harlay, seigneur de Champvallon : d'où les Harlay de Champvallon marquis de Breval (1623) jusqu'en 1728.

## Source
- Pierre Congar, Jean Lecaillon et Jacques Rousseau, Sedan et le pays sedanais, vingt siècles d’histoire, Paris, Guénégaud, 1969 ; Marseille, Laffitte Reprints, 1978